# Rete Sicula

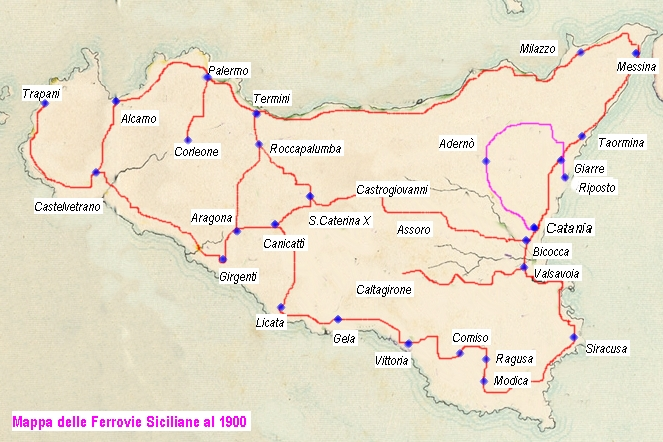
Sizilianisches Bahnnetz um 1900

Rete Sicula (RS; deutsch Sizilianisches Netz) ist die historische Kurzbezeichnung für das von der italienischen Società per le Strade Ferrate della Sicilia betriebene Eisenbahnnetz auf Sizilien. Gemäß dem Jahrbuch des Ministeriums für Landwirtschaft, Industrie und Handel umfasste die Rete Sicula im Jahre 1896 ein Streckennetz von 1093 Kilometern. Am 31. März 1896 war sie im Besitz von 156 Dampflokomotiven, 456 Personenwagen, 90 Gepäckwagen und 2019 Güterwagen.
Die Rete Sicula entstand 1885 aus der Strade Ferrate Vittorio Emanuele und wurde 1905 per gesetzlichem Dekret zusammen mit den Eisenbahnnetzen Rete Mediterranea und Rete Adriatica in die Ferrovie dello Stato überführt.